# Asarum sagittarioides
Asarum sagittarioides C.F.Liang – gatunek rośliny z rodziny kokornakowatych (Aristolochiaceae Juss.). Występuje naturalnie w południowych Chinach – w regionie autonomicznym Kuangsi. 

## Morfologia
PokrójBylina z mięsistymi, pionowymi kłączami o średnicy 3–4 mm.
LiściePojedyncze, mają kształt od owalnie do trójkątnie owalnego. Mierzą 15–25 cm długości oraz 11–14 cm szerokości. Blaszka liściowa jest o spiczastym wierzchołku. Ogonek liściowy jest nagi i dorasta do 15–25 cm długości.
KwiatySą promieniste, obupłciowe, pojedyncze. Okwiat ma dzwonkowaty kształt z silnie zwężonym wierzchołkiem i purpurowo zielonkawą barwę, dorasta do 2,5–3 cm długości oraz 2,5–3 cm szerokości. Listki okwiatu mają owalnie nerkowaty kształt. Zalążnia jest niemal dolna z wolnymi słupkami.

## Biologia i ekologia
Rośnie w zaroślach oraz miejscach wilgotnych. Występuje na wysokości od 900 do 1200 m n.p.m. Kwitnie od kwietnia do listopada.